# Pakruojis

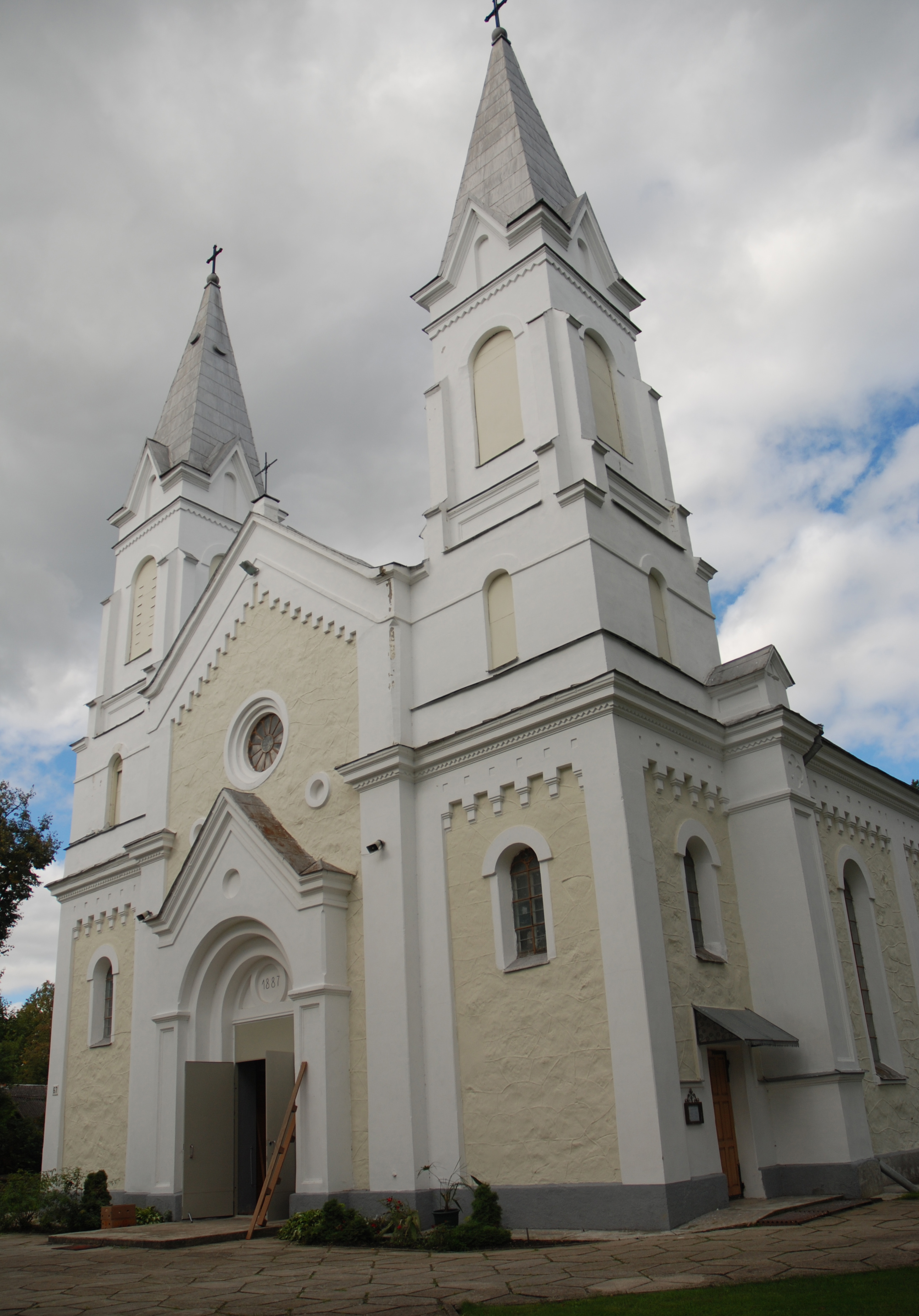
Kostel sv. Jana Křtitele v Pakruojisu

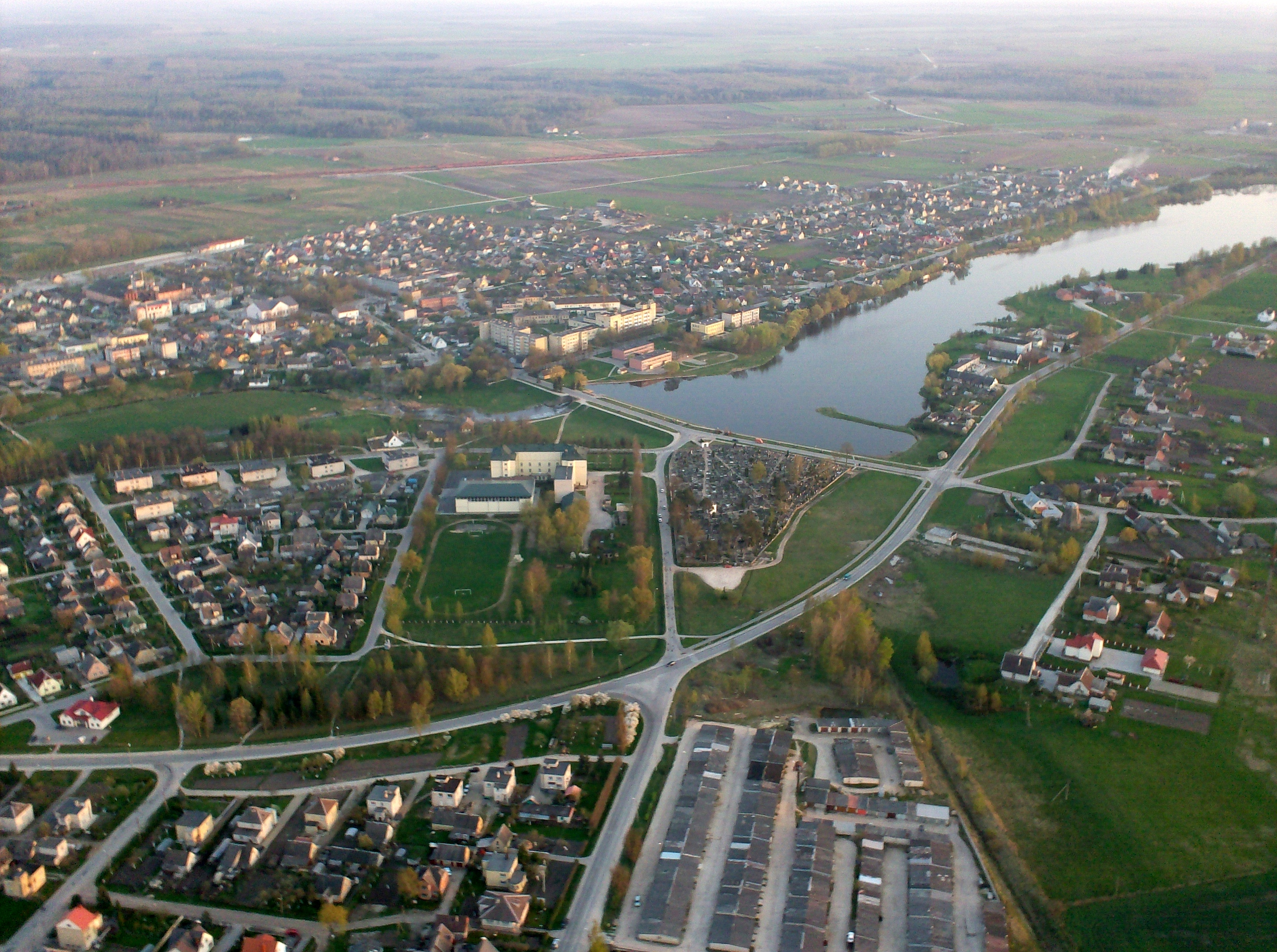
Letecký snímek Pakruojisu

Pakruojis (česky zastarale Pokroj) je (v pořadí podle velikosti sedmé ze 14 v kraji) okresní město na východě Šiauliaiského kraje ve středu severního okraje Litvy. Leží 36 km na východ od krajského města Šiauliai, 184 km na severozápad od hlavního města Vilnius. Městem protéká řeka Kruoja (přítok Mūši), která zde protéká rybníkem Pakruojo tvenkinys o ploše 52 ha a podle které město dostalo své jméno (předponou Pa-, analogickou české Po- jako ve výrazech Polabí, Posázaví, Polabec). Těsně za hrází rybníka (po které vede silnice ulice Dariuse a Girėna) je v řece ostrov (a dále těsně za městem několik dalších říčních ostrovů). K východnímu okraji města se přimyká stejnojmenná ves Pakruojis. Ve městě je kostel sv. Jana Křtitele (poprvé postaven roku 1613, nynější postaven roku 1887), Pakruojský dvůr (známý od konce 16. století) na východním okraji města při řece Kruoja, okresní nemocnice, kulturní dům, pošta (PSČ: LT-83001), okresní soud, okresní úřad, gymnázium „Atžalyno“, základní školy: „Versmės“ a „Žemynos“, mateřská škola, hudební škola Juoza Pakalnise, služba pedagogicko-psychologické pomoci, veřejná knihovna Juoza Paukštelise.
V okolí města se těží dolomit, jehož štěrk se používá při stavbě silnic v okolí. Proto hlavní průmyslové odvětví tohoto města (i celého okresu) souvisí s dolováním dolomitu.

## Minulost města
Pakruojis byl poprvé zmíněn v roce 1531. Tuto skutečnost objevil historik Algimantas Miškinis. Do té doby se mělo za to, že městys byl založen roku 1585, kdy byl zmíněn spolu s Pakruojským dvorem a takto se toto chybné datum dostalo do mnoha encyklopedií. První kostel byl postaven roku 1613. Na jeho místě dnes stojí kostel sv. Jana Křtitele z roku 1887. Zikmund III. Vasa povolil pořádá dva jarmarky do roka. Velký vliv na vývoj města měli zemané von der Roppové, kteří vlastnili Pakruojský dvůr od počátku 19. století. Jeho prvními známými vlastníky byli Martinavičiové, později jej vlastnili také velmoži Zabielové, také J. Burba a hrabata von Muenster. Roku 1778 si Theodor Dietrich Wilhelm von der Ropp vzal hraběnku Alexandrinu von Münsterovou a věnem vyženil tento dvůr. Baroni von der Roppové drželi (a zvelebovali) dvůr od roku 1780 až do roku 1940. Jeden z vládců dvora, Hermann Jeannot von der Ropp proslul svou nelidskostí, své poddané bezohledně trestal.
V roce 1950 byla udělena městská práva. V roce 1982 byla z Radviliškisu postavena železniční trať: úzkokolejná byla zaměněna za širokorozchodnou. 24. listopadu 1993 byl dekretem č. 177 prezidenta Litvy schválen současný městský znak.

## Sport
- FK Kruoja fotbalový klub;
- FC Pakruojis fotbalový klub;
- KK Meresta basketbalový klub;

## Partnerské město
| Město     | Znak | Stát    |
| --------- | ---- | ------- |
| Mariestad |      | Švédsko |